# Крестовська
Кресто́вська (рос. Крестовская) — присілок у складі Даровського району Кіровської області, Росія. Входить до складу Лузянського сільського поселення.
Населення становить 5 осіб (2010, 9 у 2002).
Національний склад станом на 2002 рік — росіяни 100 %.